# Papuaroa
Papuaroa este un gen de molii din familia Lymantriinae.